# Marburg (Queensland)
Marburg ist eine kleine Ortschaft im Südosten Queenslands mit 696 Einwohnern. Es liegt ungefähr 55 km westlich der queensländischen Hauptstadt Brisbane unmittelbar neben dem Warrego Highway in Richtung Toowoomba. Ein Teil Marburgs liegt im LGA Somerset Region, der andere im LGA Ipswich City. In der Nähe der Siedlung befindet sich die Marburg Range, ein kleiner Bergzug.

## Name
Seinen Namen erhielt Marburg nach dem Vorbild der gleichnamigen deutschen Stadt Marburg in Hessen, wofür sicherlich verantwortlich war, dass sich im 19. Jahrhundert an dieser Stelle viele deutsche Siedler niederließen. Indes unterlag ihr Name etlichen Änderungen, so trug sie zunächst verschiedene andere Namen wie Sally Owens Plains, Rosewood Scrub und Frederick, ehe sie etwa um das Jahr 1870 ihren heutigen Namen erhielt. Während des Ersten Weltkrieges wurde sie aus Anlass desselbigen noch einmal umbenannt, in Townsend, erhielt aber 1920 ihren Namen Marburg zurück.
Warum sie nach der Stadt Marburg benannt wurde, ist weitgehend unklar. Manche meinen, weil die in den 1870ern eintreffenden deutschen Siedler wähnten, der Ort ähnele dem deutschen Marburg. Eine andere Anekdote weiß zu berichten, dass ein örtlicher „station manager“ (Meier?/Vorsteher?/Amtmann?) der Siedlung den Namen „Marburg“ gab, weil die deutschen Neusiedler hartnäckig immer nur „ober dar“ oder so ähnlich sagten, was wohl dem englischen „over there“ entsprochen haben soll. Um 1924 wird in einem Bericht festgehalten, dass 70 Prozent der dortigen Geschäfte deutsche Namen trugen.
Bei Spekulationen über den Namen ist auch zu bedenken, dass einige andere Orte in der Nähe auch deutsche Namen erhielten, die wenig mit Marburg zu tun haben, so Minden, Prenzlau und Kirchheim (heute Haigslea).

## Geschichte
Die Ureinwohner der Marburgischen Gefilde waren die Jagara.
Die Siedlung erblühte in den 1870ern. Ein großer Teil der sich in jenen Jahren hier ansiedelnden Siedler stammten aus Deutschland, was sicher dafür verantwortlich war, dass die Siedlung den Namen Marburg erhielt. Jene deutschen Siedler gaben auch anderen Orten in der Nähe deutsche Namen, so Minden, Prenzlau und Kirchheim (heute Haigslea).
Einer der in der Frühzeit bedeutsamen Wirtschaftszweige war die Holzfällerei im nahe gelegenen Rosewood Scrub. In den 1880er Jahren wurde im nahegelegenen Woodlands eine Zuckerrohr-Plantage und eine Zuckermühle errichtet, in denen auch etliche melanesische Fremdarbeiter tätig waren. 1889 ließ der Unternehmer Thomas Lorimer Smith dort von dem Architekten George Brockwell Gill ein Wohnhaus errichtet, welches heute als eine der bedeutendsten Sehenswürdigkeiten des Ortes gilt.
1879 erhielt Marburg ein eigenes Schulgebäude, die Schule wurde zunächst „Frederich School“ (Friederich-Schule?) genannt. Im selben Jahr, 1879, (oder 1881?) wurde das „Marburg Hotel“ erbaut, welches noch heute das bedeutendste Gebäude der Stadt ist. 1885 wurde in Marburg eine Kunstschule errichtet, und aus dem Anlass ihrer Eröffnung erhielt Marburg erstmals eine Straßenbeleuchtung.
Von den 1920ern bis zu den 1970ern verlief die Hauptstraße durch Marburg. Da dieses auf halbem Wege zwischen Brisbane und Toowoomba liegt, war es und sein „Half-Way Café“ ein beliebter Zwischenhalt der Autofahrer. Heute liegt der Warrego Highway etwas nördlich der Stadt.
In der Gegend um Marburg, im Warrego-Tal, wird heute auch Wein angebaut, es dürfte eines der tropennächsten Weinanbaugebiete der Welt sein.
Außerdem befindet sich in Marburg eine Radar-Station, welche unter anderem für meteorologische Zwecke genutzt wird.